# Карл II Гогенцоллерн-Зигмаринген
Карл II Гогенцоллерн-Зигмаринген (нем. Karl II von Hohenzollern-Sigmaringen; 22 января 1547, Зигмаринген — 8 апреля 1606, Зигмаринген) — 1-й граф Гогенцоллерн-Зигмаринген (1576—1606).

## Биография
Третий сын Карла I Гогенцоллерна (1516—1576), графа Гогенцоллерна (1525—1576) и графа Хайгерлоха (1558—1576), и Анны Баден-Дурлахской (1512—1579), старшей дочери маркграфа Эрнста Баден-Дурлахского (1482—1553) и его первой жены Елизаветы Бранденбург-Ансбахской (1494—1518).
Воспитывался в Вене, затем изучал право в университете Фрайбург-им-Брайсгау вместе со своим старшим братом Эйтелем Фридрихом. Затем Карл стал членом надворного императорского совета в Вене, президентом которого был его отец. Здесь Карл приобрел доверие и дружбу эрцгерцога Фердинанда Австрийского, сына германского императора Фердинанда I. С 1570 года — имперский главнокомандующий и наместник в Эльзасе. В 1572 году Карл Гогенцоллерн-Зигмаринген взял под свою опеку графа Якоба Герольдсека.
В состав владений графа Карла I Гогенцоллерна, отца Карла II, входили Зигмаринген, Бехринген, Хайгерлох и Верштейн. После смерти Карла I его владения были разделены между тремя сыновьями Эйтелем Фридрихом, Карлом и Кристофом. Старший сын Эйтель Фридрих IV (1545—1605) унаследовал графство Гогенцоллерн-Гехинген и стал основателем Гехингенской линии. Второй сын Карл II получил во владение графство Гогенцоллерн-Зигмаринген и стал основателем Зигмарингенской линии. В его владения вошли замок Зигмаринген с монастырями Хединген и Инцигкофен в графстве Веринген. Третий сын Кристоф (1552—1592) стал графом Гогенцоллерн-Хайгерлох и родоначальником Хайгерлохской линии.
Карл II Гогенцоллерн-Зигмаринген избрал своей резиденцией замок Зигмаринген.

## Семья и дети
Карл II был дважды женат и имел 25 детей. Его первой женой в 1569 году стала Ефросинья Эттинген-Валлерштейн (1552—1590), дочери графа Фридриха V Эттинген-Валлерштейна. Дети от первого брака:
- Фердинанд (1571—1571)
- Анна Мария (1573—1598), муж с 1589 года граф Маркус Фуггер цу Кирхгайм (1564—1614)
- Мария Магдалена (1574—1582)
- Барбара Мария (1575—1577)
- Мария Якоба (1577—1650), муж с 1595 года граф Генрих фон Вальдбург-Вольфегг (1568—1637)
- Иоганн (1578—1638), 2-й граф Гогенцоллерн-Зигмаринген (1606—1623) и 1-й князь Гогенцоллерн-Зигмаринген (1623—1638), женат с 1602 года на графине Иоганне фон Гогенцоллерн-Гехинген (1581—1634)
- Карл (1579—1585)
- Ефросиния (1580—1582)
- Эйтель Фридрих (1582—1625), епископ Оснабрюка, кардинал
- Мария Максимилиана (1583—1649), 1-й муж с 1598 года барон Иоахим Ульрих фон Нойхаус (ум. 1604), 2-й муж с 1605 года барон Адам фон Штернберг (ум. 1623)
- Эрнст Георг (1585—1625), женат с 1611 года на Марии Якобе фон Райтенау (ум. 1663)
- Мария Элеонора (1586—1668), муж с 1605 года Иоганн Фюггер Старший, граф цу Кирхгайм (1583—1633)
- Мария-Сабина (1587—1590)
- Якоб Фридрих (1589—1589)
- Мария (1590—1590)

13 октября 1591 года вторично женился на Елизавете фон Кулемборг (1567—1620), дочери графа Флорентина I фон Кулемборга и вдове маркграфа Якова III Баден-Хахберга. Дети от второго брака:
- Елизавета (1592—1659), 1-й муж с 1608 года граф Иоганн Кристоф  Гогенцоллерн-Хайгерлох (1586—1620), 2-й муж с 1624 года граф Карл Людвиг Эрнст фон Зульц (1595—1648)
- Георг Фридрих (1593—1593)
- Мария Саломея (1595—1595)
- Юлиана Мария (1596—1669)
- Филипп Евсевий (1597—1601)
- Кристиан (род. и ум. 1598)
- Мария Клеофа (1599—1685), 1-й муж с 1618 года граф Иоганн Якоб фон Бронкхорст-Батенбург (1582—1630), 2-й муж с 1632 года Филипп Карл де Лигне, принц д’Аренбург, граф д’Арсхот (1587—1640)
- Мария Кристиана (1600—1634)
- Мария Екатерина (1601—1602)
- Мария Амалия (род. и ум. 1603)